# لماسينة
اللماسينة (الاسم العلمي: Limacina) هي جنس من الرخويات يتبع الفصيلة اللماسينية من رتبة جناحيات الأرجل.

## أنواع اللماسينة
- لماسينة ارتجاعية
- لماسينة حلزونية
- لماسينة رانجية
- لماسينة ليسوارية
- لماسينة مخروطية الكيان
- لماسينة مضلعة
- (الاسم العلمي:Limacina bulimoides)
- (الاسم العلمي:Limacina cochlostyloides)